# Diane Rodríguez Zambrano
Diane Marie Rodríguez Zambrano (Guayaquil, 16 de març de 1982) és una dona transgènere defensora dels drets LGBT. El 2017 va ser escollida com la primera diputada transsexual a l'Assemblea Nacional de l'Equador. Ha ocupat, a més, els càrrecs de presidenta a l'Associació Silueta X i de presidenta en la Federació Equatoriana d'Organitzacions LGBTI, dedicades a la defensa dels interessos de la comunitat de gais, lesbianes, bisexuals, transgèneres i intersex. El març de 2019 va crear la primera Cambra LGBT de Comerç Equador i l'octubre d'aquell mateix any el primer Centre Psico Trans.

## Activisme social
El 2008, mentre treballava a l'Hotel Oroverde de Guayaquil, va ser acomiadada intempestivament. Rodríguez va iniciar un procés legal contra l'hotel per discriminació laboral. La segona batalla legal, es concretà al seu favor després de diverses regularitzacions internes del registre civil amb el Síndic de Greuges el febrer de l'any 2009, aquest va ser el primer precedent legal en matèria d'identitat de gènere.
L'any 2012, a través d'una acció de protecció contra el registre civil, s'inicià un altre procés legal per a exigir el reconeixement del seu gènere femení en el document d'identitat.
El 2011 es va declarar en desobediència civil en ser seleccionada pel Consell Nacional Electoral (CNE) com a vocal de mesa en tant que home, violentant així el seu dret a la intimitat sexual i al lliure desenvolupament de la seva personalitat. El 2013 va efectuar el sufragi a la fila dels homes. Tot i ser la segona ocasió en què el CNE no prestà atenció a les seves reclamacions, va realitzar l'acte civil amb el suport d'un pronunciament al seu favor del Síndic de Greuges.

## Activisme polític

### Candidatura
L'octubre de 2012, en l'assemblea general del moviment polític Ruptura 25, és postulada en les primàries com a possible candidata per a la província del Guayas. La seva inscripció fou qüestionada en tenir noms femenins i gènere masculí per part del CNE. Diane Rodríguez, va conformar una campanya amb pocs recursos rebent suports externs motivats pel seu activisme. Durant la campanya política, va tenir diversos enfrontaments amb el candidat presidencial i evangelista Pastor Nelson Zavala, que en diverses ocasions va desqualificar la seva participació des de la seva ideologia conservadora.

### Resultats
El 15 de març de 2013 es va confirmar que cap candidat del moviment Ruptura 25 no va poder aconseguir cap escó a l'Assemblea Nacional. L'oficialisme representat per Alianza País va obtenir més de 100 escons en les eleccions, aconseguint la majoria parlamentària.

### Invitació del president i reunió històrica LGBTI

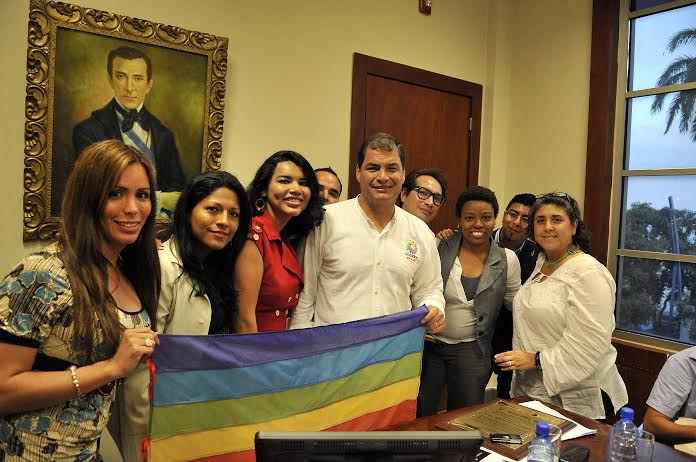
Reunió amb el president Rafael Correa, encapçalada per Diane Rodríguez.

El 2013 es concretà una invitació especial del primer mandatari en el seu nou període al Palau de Carondelet. La reunió va generar acords que comprenien garanties en accés a la justícia, la salut, l'educació i l'ocupació per a les persones amb diversitat sexual de l'Equador, que finalment van passar a ser acords concrets. La reunió amb el president Rafael Correa va ser considerada reeixida i productiva per diversos mitjans locals.

### Unió de fet homosexual
Després de la reunió mantinguda el 18 d'agost de l'any 2014 amb els col·lectius LGBTI, el president equatorià va anunciar el registre de les unions de fet de les persones del mateix gènere com a estat civil. El 15 de setembre de 2014 tingué lloc la primera unió de fet d'una parella transsexual a Equador. El dret a la unió de fet, que es va materialitzar com un estat civil igual que el matrimoni, va estar acompanyat per protestes de grups fonamentalistes.
La unió civil, que no només beneficia homosexuals sinó també a heterosexuals, «i fins i tot genera els mateixos drets que el matrimoni civil», va tenir tal impacte que va ser notícia a nivell continental.

### Amenaces de mort
El febrer de 2012, va ser segrestada al sortir de les oficines de Silueta X, durant el lapse de quatre hores. L'organització Front Line Defenders va denunciar amenaces de mort contra Rodríguez, que va arribar al punt de refugiar-se en la clandestinitat l'1 novembre de 2014.
El març de 2017, novament va rebre amenaces a conseqüència de la seva participació política. L'octubre del mateix any va denunciar públicament, al costat de membres de l'Associació Silueta X, amenaces contra ella i la seva família. Aquestes amenaces provenien de grups fonamentalistes i neonazis.